# Rafiq Makki
Rafiq Makki (arab. رفيق مكي, ur. 12 stycznia 1959 w Rafah) – palestyński samorządowiec, w latach 2008–2014 był burmistrzem Gazy.

## Życiorys
W 1976 uzyskał maturę w Palestyńskiej Męskiej Szkole Średniej. W 1978 roku wstąpił do Al-Fatah. W 1984 roku uzyskał licencjat w dziedzinie inżynierii lądowej na Uniwersytecie Al-Azhar w Arabskiej Republice Egiptu. Od 1986 do 1992 pracował w Gazie jako inżynier, a następnie przez 16 lat działał w Agencji Narodów Zjednoczonych dla Pomocy Uchodźcom Palestyńskim na Bliskim Wschodzie (UNRWA).
W 1996 roku dołączył do Hamasu. 22 marca 2008 roku został wybrany burmistrzem Gazy. 8 kwietnia 2014 roku zrezygnował z urzędu. Zastąpił go Nizar Hijazi. W marcu 2017 roku Hamas wyznaczył Makkiego na funkcję odpowiedzialnego za ministerstwo gospodarki i rolnictwa w ramach Komitetu Administracyjnego Gazy. W tym samym roku został członkiem Rządowej Komisji Monitorującej.